# Father Figure (bài hát)
"Father Figure" là một bài hát của nghệ sĩ thu âm người Anh quốc George Michael nằm trong album phòng thu đầu tay của ông, Faith (1987). Nó được phát hành như là đĩa đơn thứ tư trích từ album ở Hoa Kỳ và Úc, cũng như thứ ba trên toàn cầu vào ngày 28 tháng 12 năm 1987 bởi Columbia Records. Tương tự như phần còn lại của album, bài hát được viết lời và sản xuất bởi Michael, và được lấy cảm hứng từ âm nhạc của những nghệ sĩ thuộc Motown Records. "Father Figure" là một bản R&B ballad kết hợp với những yếu tố từ soul mang nội dung đề cập đến việc một người đàn ông yêu một người phụ nữ ở mọi khía cạnh, và mong muốn được là tất cả trong cuộc sống của cô, cũng như được gần gũi và chăm sóc người yêu như hình tượng một người cha. Mặc dù Michael vẫn chưa công khai bản thân là người đồng tính lúc bấy giờ, đã có nhiều giả thuyết về việc bài hát đề cập đến một người đàn ông, và ông cũng khẳng định rằng bản thân đã bị thu hút bởi những người đàn ông trong quá trình sáng tác nó.
Sau khi phát hành, "Father Figure" nhận được những phản ứng tích cực từ các nhà phê bình âm nhạc, trong đó họ đánh giá cao chất giọng cảm xúc của Michael, cấu trúc âm nhạc cũng như quá trình sản xuất nó, đồng thời gọi đây là tác phẩm xuất sắc nhất từ Faith. Ngoài ra, bài hát còn gặt hái nhiều giải thưởng và đề cử tại những lễ trao giải lớn, bao gồm một đề cử giải Grammy cho Trình diễn giọng pop nam xuất sắc nhất tại lễ trao giải thường niên lần thứ 31. "Father Figure" cũng tiếp nhận những thành công vượt trội về mặt thương mại, lọt vào top 10 ở nhiều quốc gia nó xuất hiện, bao gồm vươn đến top 5 ở những thị trường lớn như Úc, Bỉ, Canada, Ireland và Tây Ban Nha, trong khi đạt vị trí thứ 11 ở quê nhà của Michael là Vương quốc Anh. Thị trường duy nhất bài hát đạt vị trí số một là ở Hoa Kỳ, nơi nó đứng đầu bảng xếp hạng Billboard Hot 100 và trụ vững trong hai tuần liên tiếp, trở thành đĩa đơn quán quân thứ tư của Michael và thứ hai dưới cương vị nghệ sĩ hát đơn.
Video ca nhạc cho "Father Figure" được đạo diễn bởi Michael và Andy Morahan, người trước đó đã hợp tác với ông trong video cho những đĩa đơn trước như "I Want Your Sex" và "Faith", trong đó tập trung khai thác mối quan hệ giữa một tài xế taxi (Michael) và một người mẫu (do Tania Coleridge thủ vai). Nó đã nhận được hai đề cử tại giải Video âm nhạc của MTV năm 1988 ở hạng mục Chỉ đạo xuất sắc nhất trong một video và Quay phim xuất sắc nhất trong một video, và chiến thắng giải đầu tiên. Kể từ khi phát hành, bài hát đã được hát lại và sử dụng làm nhạc mẫu bởi nhiều nghệ sĩ, như Rob Thomas, Tori Amos, Adam Lambert, Sam Smith và dàn diễn viên của Glee, cũng như xuất hiện trong nhiều tác phẩm điện ảnh và truyền hình, bao gồm Atomic Blonde, Eli Stone, Keanu và The Night Before. Ngoài ra, "Father Figure" còn nằm trong nhiều album tuyển tập của Michael, như Ladies & Gentlemen: The Best of George Michael (1998) và Twenty Five (2006).

## Danh sách bài hát
Đĩa 7" tại châu Âu và Anh quốc
1. "Father Figure" – 5:38
2. "Love's In Need Of Love Today" (trực tiếp) – 4:42

Đĩa 12" tại châu Âu và Anh quốc
1. "Father Figure" – 5:38
2. "Love's In Need Of Love Today" (trực tiếp) – 4:42
3. "Father Figure" (không lời) – 5:38

## Xếp hạng
| Bảng xếp hạng (1987-88)                  | Vị trí cao nhất |
| ---------------------------------------- | --------------- |
| Úc (Kent Music Report)                   | 5               |
| Áo (Ö3 Austria Top 40)                   | 17              |
| Bỉ (Ultratop 50 Flanders)                | 2               |
| Canada (RPM)                             | 2               |
| Canada Adult Contemporary (RPM)          | 1               |
| Châu Âu (European Hot 100 Singles)       | 23              |
| Phần Lan (Suomen virallinen lista)       | 9               |
| Pháp (IFOP)                              | 10              |
| Đức (Official German Charts)             | 18              |
| Hungary (Single Top 40)                  | 33              |
| Ireland (IRMA)                           | 2               |
| Ý (FIMI)                                 | 14              |
| Hà Lan (Dutch Top 40)                    | 2               |
| Hà Lan (Single Top 100)                  | 2               |
| New Zealand (Recorded Music NZ)          | 7               |
| Na Uy (VG-lista)                         | 10              |
| Tây Ban Nha (AFYVE)                      | 4               |
| Thụy Sĩ (Schweizer Hitparade)            | 13              |
| Anh Quốc (OCC)                           | 11              |
| Hoa Kỳ Billboard Hot 100                 | 1               |
| Hoa Kỳ Adult Contemporary (Billboard)    | 3               |
| Hoa Kỳ Dance Club Songs (Billboard)      | 13              |
| Hoa Kỳ Hot R&B/Hip-Hop Songs (Billboard) | 6               |

| Bảng xếp hạng (1988)                 | Vị trí |
| ------------------------------------ | ------ |
| Australia (Kent Music Report)        | 65     |
| Belgium (Ultratop 50 Flanders)       | 34     |
| Netherlands (Dutch Top 40)           | 38     |
| Netherlands (Single Top 100)         | 34     |
| US Billboard Hot 100                 | 27     |
| US Adult Contemporary (Billboard)    | 33     |
| US Hot R&B/Hip-Hop Songs (Billboard) | 91     |

## Chứng nhận
| Quốc gia | Chứng nhận | Số đơn vị/doanh số chứng nhận |
| --- | ---------- | ----------------------------- |
| Úc (ARIA) | Vàng       | 35.000‡                       |
| * Chứng nhận dựa theo doanh số tiêu thụ. ^ Chứng nhận dựa theo doanh số nhập hàng. ‡ Chứng nhận dựa theo doanh số tiêu thụ và phát trực tuyến. |            |                               |